# 圣拉斐尔 (多尔多涅省)
圣拉斐尔（法語：Saint-Raphaël，發音：[sɛ̃ ʁafaɛl] ⓘ）是法国多尔多涅省的一个市镇，位于该省东北部，原属佩里格区，2017年起划至农特龙区。

## 地理
圣拉斐尔（45°18'15"N, 1°4'30"E）面积7.13 平方千米，位于法国新阿基坦大区多爾多涅省，该省份为法国西南部内陆省份，是法國本土面积第三大的省，大致对应佩里戈尔地区，北起顺时针与夏朗德省、上维埃纳省、科雷兹省、洛特省、洛特-加龙省、吉倫特省和滨海夏朗德省接壤。
与圣拉斐尔接壤的市镇（或旧市镇、城区）包括：埃克西德伊、昂利亚克、谢尔韦-屈巴、图尔图瓦拉克、圣梅达尔-代克西德伊、圣马夏尔-达尔巴雷德。
圣拉斐尔的时区为UTC+01:00、UTC+02:00（夏令时）。

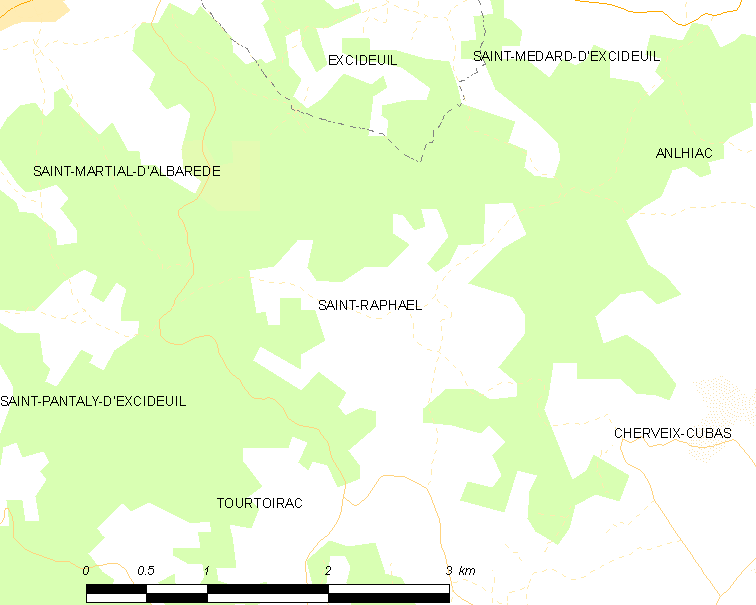
圣拉斐尔的OSM定位图

## 行政
圣拉斐尔的邮政编码为24160，INSEE市镇编码为24493。

## 政治
圣拉斐尔所属的省级选区为伊勒-卢-欧韦泽尔县。

## 人口

1962-2008年间圣拉斐尔人口变化图示

圣拉斐尔于2022年1月1日时的人口数量为94人。